# シャンタン
シャンタン（shantung, 山東絹）は、縦が普通の絹糸、横が絹の玉糸で織られた先練りの平織物。
横糸が太いのでつむぎの様な節があり、外観に趣がある。軽快で生地に張りがあり、白地または無地染め、あるいはプリント染めなどとしてブラウスその他夏の婦人服として好まれている。近年は化学繊維によっても作られ、また、ウールシャンタンという毛織地も出来ている。